# Liste wichtiger Terra-Sigillata-Gefäßformen
Die Liste wichtiger Terra-Sigillata-Gefäßformen gibt einen Überblick über die verschiedenen Gefäßtypen römischer Terra Sigillata (TS). Da die Formen aufgrund von Mode und Geschmack chronologische Entwicklungen aufweisen, bilden die Gefäßformen neben den Punzen verzierter Gefäße und den Töpferstempeln ein wichtiges Datierungsmerkmal. Hinzu kommt, dass TS an fast jeder römerzeitlichen Fundstelle vorhanden ist. Die Formen werden üblicherweise nach eponymen Fundorten wie Haltern, Hofheim oder Hesselbach oder nach bedeutenden Forschern (Déchelette, Dragendorff, Ritterling) benannt.
In der Liste sind Formen aufgeführt, die in den Nordwestprovinzen häufiger zu finden sind. Eine Vollständigkeit kann aufgrund von seltenen und Sonderformen sowie Überschneidungen der Typologien nicht angestrebt werden. Konkordanzen (z. B. Dragendorff 31 / Niederbieber 1b) werden nach Möglichkeit angegeben.

## Tabelle
| Name                               | Oberfläche                                     | Gefäßtyp                                      | von                           | bis                 | Bild | Namensgeber / eponymer Fundort          | Bemerkung |
| ---------------------------------- | ---------------------------------------------- | --------------------------------------------- | ----------------------------- | ------------------- | ---- | --------------------------------------- | --- |
| Curle 11                           | glattwandig, meist Barbotine-verziert          | Schüssel mit Kragenrand                       | 070                           | 140                 |      | James Curle                             | |
| Curle 15                           | glattwandig                                    | Teller oder flache Schüssel                   | 100                           | 200                 |      | James Curle                             | |
| Curle 21                           | glattwandig, meist Barbotine-verziert          | Reibschüssel oder mortarium-ähnliche Schüssel | 150                           | 200                 |      | James Curle                             | |
| Curle 23                           | glattwandig                                    | Teller oder flache Schüssel                   | 080                           | 230                 |      | James Curle                             | |
| Déchelette 64                      | reliefverziert                                 | Krug                                          | 100                           | 150                 |      | Joseph Déchelette                       | |
| Déchelette 67                      | reliefverziert                                 | Krug oder Becher                              | 050                           | 150                 |      | Joseph Déchelette                       | |
| Déchelette 68                      | reliefverziert                                 | Krug                                          | 140                           | 200                 |      | Joseph Déchelette                       | |
| Déchelette 72                      | reliefverziert                                 | Krug oder Becher                              | 150                           | 230                 |      | Joseph Déchelette                       | |
| Dragendorff 11                     | reliefverziert                                 | Krater oder Schüssel                          | augusteische Zeit             | 055                 |      | Hans Dragendorff                        | italische Form |
| Dragendorff 15/17 (17=Haltern 2)   | glattwandig                                    | Teller                                        | 040                           | 100                 |      | Hans Dragendorff / Römerlager Haltern   | |
| Dragendorff 18                     | glattwandig                                    | Teller                                        | 050                           | 100                 |      | Hans Dragendorff                        | |
| Dragendorff 18/31                  | glattwandig                                    | Teller oder flache Schüssel                   | 090                           | 200                 |      | Hans Dragendorff                        | |
| Dragendorff 18R                    | glattwandig                                    | Teller                                        | 050                           | 100                 |      | Hans Dragendorff                        | |
| Dragendorff 4/22/23                | glattwandig                                    | flache Schüssel                               | 010                           | 100                 |      | Hans Dragendorff                        | |
| Dragendorff 27                     | glattwandig                                    | Napf, acetabulum                              | 050                           | 150                 |      | Hans Dragendorff                        | |
| Dragendorff 29                     | reliefverziert                                 | Schüssel                                      | augusteische Zeit             | 085                 |      | Hans Dragendorff                        | Beliebte südgallische Gefäßform, wird von Schüssel Drag. 37 abgelöst.                                                                                      |
| Dragendorff 30 / Hofheim 18        | reliefverziert                                 | Schüssel                                      | 040                           | 230                 |      | Hans Dragendorff                        | Häufige südgallische und hispanische Form, dem iberischen Kalathos (sog. sombrero da copa) nahestehend, der dort in vorrömischer Zeit weit verbreitet war. |
| Dragendorff 31 / Niederbieber 1b   | glattwandig                                    | Teller (catinus)                              | 3. Jahrhundert                |                     |      | Hans Dragendorff / Kastell Niederbieber | Weiterentwicklung der Form Drag. 18/31 |
| Dragendorff 32                     | glattwandig                                    | Teller oder flache Schüssel (catinus)         | 160                           | 230                 |      | Hans Dragendorff                        | |
| Dragendorff 33                     | glattwandig                                    | konischer Napf, acetabulum                    | 150                           | 300                 |      | Hans Dragendorff                        | |
| Dragendorff 35                     | glattwandig, Rand meist Barbotine-verziert     | Napf                                          | 050                           | 200                 |      | Hans Dragendorff                        | |
| Dragendorff 36                     | glattwandig, Rand meist Barbotine-verziert     | Teller oder flache Schüssel                   | 050                           | 200                 |      | Hans Dragendorff                        | |
| Dragendorff 37                     | reliefverziert                                 | Schüssel                                      | 070                           | 1. - 3. Jahrhundert |      | Hans Dragendorff                        | Häufigste reliefverzierte Gefäßform, löst Form Drag. 29 ab.                                                                                                |
| Dragendorff 37 R / Niederbieber 16 | Rollstempel- oder Kerbschnitt-Verzierung       | Napf oder Schüssel                            | 150                           | 230                 |      | Hans Dragendorff / Kastell Niederbieber | |
| Dragendorff 38                     | glattwandig                                    | Kragenschüssel                                | 150                           | 300                 |      | Hans Dragendorff                        | |
| Dragendorff 40                     | glattwandig                                    | Napf mit gerundeter Wand                      | 2./3. Jahrhundert n. Chr.     |                     |      | Hans Dragendorff                        | |
| Dragendorff 43                     | glattwandig, meist Barbotine auf Kragen        | Reibschüssel                                  | 150                           | 300                 |      | Hans Dragendorff                        | |
| Dragendorff 44 / Niederbieber 18   | glattwandig, gelegentlich Barbotine auf Kragen | Schüssel                                      | 150                           | 300                 |      | Hans Dragendorff                        | ähnlich Form Niederbieber 19, ohne Barbotine auf Gefäßwand.                                                                                                |
| Dragendorff 45                     | glattwandig                                    | Reibschüssel                                  | 170                           | 300                 |      | Hans Dragendorff                        | Ausguss in Form eines Löwenkopfes (sog. Löwenkopfschale)                                                                                                   |
| Dragendorff 46                     | glattwandig, gelegentlich Barbotine-verziert   | Napf                                          | 050                           | 150                 |      | Hans Dragendorff                        | |
| Dragendorff 52                     | reliefverziert                                 | steilwandiger Becher mit hohem Standfuß       | spätes 2. Jahrhundert         | 230                 |      | Hans Dragendorff                        | |
| Dragendorff 53                     | reliefverziert                                 | Kantharos                                     | 1. Jahrhundert                | 230                 |      | Hans Dragendorff                        | |
| Dragendorff 54                     | häufig reliefverziert                          | Krug oder Becher                              | 150                           | 230                 |      | Hans Dragendorff                        | |
| Graufesenque C/D                   | glattwandig, Rand teilweise Barbotine-verziert | Napf oder Teller                              | 1. Jahrhundert n. Chr.        |                     |      | La Graufesenque (Millau)                | |
| Graufesenque E                     | glattwandig                                    | Napf                                          | 1. Jahrhundert n. Chr.        |                     |      | La Graufesenque                         | |
| Haltern 1                          | glattwandig                                    | Teller                                        | frühes 1. Jahrhundert n. Chr. |                     |      | Römerlager Haltern                      | |
| Haltern 4                          | glattwandig                                    | Teller                                        | frühes 1. Jahrhundert n. Chr. |                     |      | Römerlager Haltern                      | |
| Haltern 7                          | glattwandig                                    | Napf                                          | frühes 1. Jahrhundert n. Chr. |                     |      | Römerlager Haltern                      | |
| Hesselbach 7                       | glattwandig oder mit Kerbschnittverzierung     | Napf                                          | um 100 n. Chr.                |                     |      | Kastell Hesselbach                      | |
| Knorr 78                           | reliefverziert                                 | Becher oder Schüssel                          | 070                           | 120                 |      | Robert Knorr                            | |
| Ludowici Bb / Niederbieber 8       | glattwandig                                    | Napf                                          | 160                           | 230                 |      | Wilhelm Ludowici                        | ähnlich Form Drag. 33, mit Randlippe |
| Ludowici SSa / Niederbieber 12     | Rollstempel- oder Kerbschnitt-Verzierung       | Napf / kleine Schüssel                        | 160                           | 230                 |      | Wilhelm Ludowici                        | |
| Ludowici Tb                        | glattwandig                                    | Teller                                        | 160                           | 230                 |      | Wilhelm Ludowici                        | |
| Ludowici Tg                        | glattwandig                                    | Teller                                        | 160                           | 230                 |      | Wilhelm Ludowici                        | |
| Ludowici Tx                        | glattwandig                                    | Napf                                          | 160                           | 230                 |      | Wilhelm Ludowici                        | |
| Niederbieber 1c                    | glattwandig                                    | Teller                                        | 3. Jahrhundert                |                     |      | Kastell Niederbieber                    | Weiterentwicklung der Form Drag. 31 / Niederbieber 1b |
| Niederbieber 5/6                   | glattwandig, Rand Barbotine-verziert           | Teller                                        | 3. Jahrhundert                |                     |      | Kastell Niederbieber                    | |
| Niederbieber 19                    | Barbotine-verziert                             | Schüssel                                      | 3. Jahrhundert                |                     |      | Kastell Niederbieber                    | |
| Niederbieber 27                    | glattwandig                                    | Krug/Flasche                                  | 3. Jahrhundert                |                     |      | Kastell Niederbieber                    | |
| Ritterling/Hofheim 8               | glattwandig                                    | Napf                                          | 040                           | 090                 |      | Emil Ritterling / Kastell Hofheim       | |
| Ritterling/Hofheim 9               | glattwandig                                    | Napf                                          | 040                           | 060                 |      | Emil Ritterling / Kastell Hofheim       | |
| Ritterling/Hofheim 12              | glattwandig                                    | Schüssel                                      | 040                           | 120                 |      | Emil Ritterling / Kastell Hofheim       | |
| Ritterling/Hofheim 13              | glattwandig                                    | Tintenfass                                    | 040                           | 230                 |      | Emil Ritterling / Kastell Hofheim       | |
| Walters 79/80                      | glattwandig                                    | Teller                                        | 160                           | 230                 |      | Henry Beauchamp Walters                 | |
| Walters 81                         | glattwandig                                    | Schüssel                                      | 120                           | 230                 |      | Henry Beauchamp Walters                 | |

### Allgemeine Literatur zur Typologie römischer Terra-Sigillata-Gefäße
- Colette Bémont, Jean-Paul Jacob: La terre sigillée gallo-romaine. Lieux de production du Haut Empire: implantations, produits, relations (= Documents d'archéologie française. Band 6). Maison des Sciences de l'Homme, Paris 1986, ISBN 2-7351-0170-3.
- Elisabeth Ettlinger, Bettina Hedinger, Bettina Hoffmann u. a.: Conspectus formarum terrae sigillatae Italico modo confectae (= Materialien zur römisch-germanischen Keramik. Heft 10). Römisch-Germanische Kommission des Deutschen Archäologischen Instituts, Habelt, Bonn 1990, ISBN 978-3-7749-3106-0.
- Erich Gose: Gefäßtypen der römischen Keramik im Rheinland (= Bonner Jahrbücher. Beiheft 1). Butzon und Bercker, Kevelaer 1950, S. 7–15 und Tafeln 1–12.
- Bernard Hofmann: La ceramique sigillée. Editions Errance, Paris 1986, ISBN 2-903442-15-0, S. 54–68.

### Publikationen mit wichtigen Gefäßtypologien
- Dietwulf Baatz: Kastell Hesselbach und andere Forschungen am Odenwaldlimes (= Limesforschungen. Band 12). Gebr. Mann, Berlin 1973, ISBN 3-7861-1059-X.
- Georges Chenet, Guy Gaudron: La céramique sigillée d'Argonne des 2e et 3e siècles (= Gallia. Supplementband 6). Paris 1955.
- James Curle: A Roman frontier post and its people. The Fort of Newstead in the parish of Melrose. MacLehose, Glasgow 1911 (Digitalisat).
- Joseph Déchelette: Les vases céramiques ornés de la Gaule romaine. Narbonnaise, Aquitaine et Lyonnaise. Picard, Paris 1904 (Digitalisat).
- Hans Dragendorff: Terra sigillata. Ein Beitrag zur Geschichte der griechischen und römischen Keramik. In: Bonner Jahrbücher. Band 96/97, 1895/1896, S. 18–155 (Digitalisat).
- Frédéric Hermet: La Graufesenque (Condatomago) I–II. Paris 1934.
- Robert Knorr: Töpfer und Fabriken verzierter Terra-Sigillata des Ersten Jahrhunderts. Kohlhammer, Stuttgart 1919 (D).
- Siegfried Loeschcke: Keramische Funde in Haltern. In: Mitteilungen der Altertumskommission Westfalen 5, 1909, S. 101–322.
- Wilhelm Ludowici: Die Bilderschüsseln der römischen Töpfer von Rheinzabern. Katalog meiner Ausgrabungen in Rheinzabern 1901–1914. 6 Bände, Jockgrim 1904–1927.
- Franz Oelmann: Die Keramik des Kastells Niederbieber. Baer, Frankfurt am Main 1914 (Digitalisat).
- Felix Oswald, T. Davies Pryce: An Introduction to the Study of Terra Sigillata. London 1920, Reprint 1965 (Digitalisat).
- Emil Ritterling: Das frührömische Lager bei Hofheim im Taunus (= Annalen des Vereins für Nassauische Altertumskunde und Geschichtsforschung. Band 40). Bechtold, Wiesbaden 1913.
- Henry Beauchamp Walters: Catalogue of the Roman pottery in the Departments of Antiquities, British Museum. British Museum, London 1908 (Digitalisat).